# Пардубиці (аеропорт)

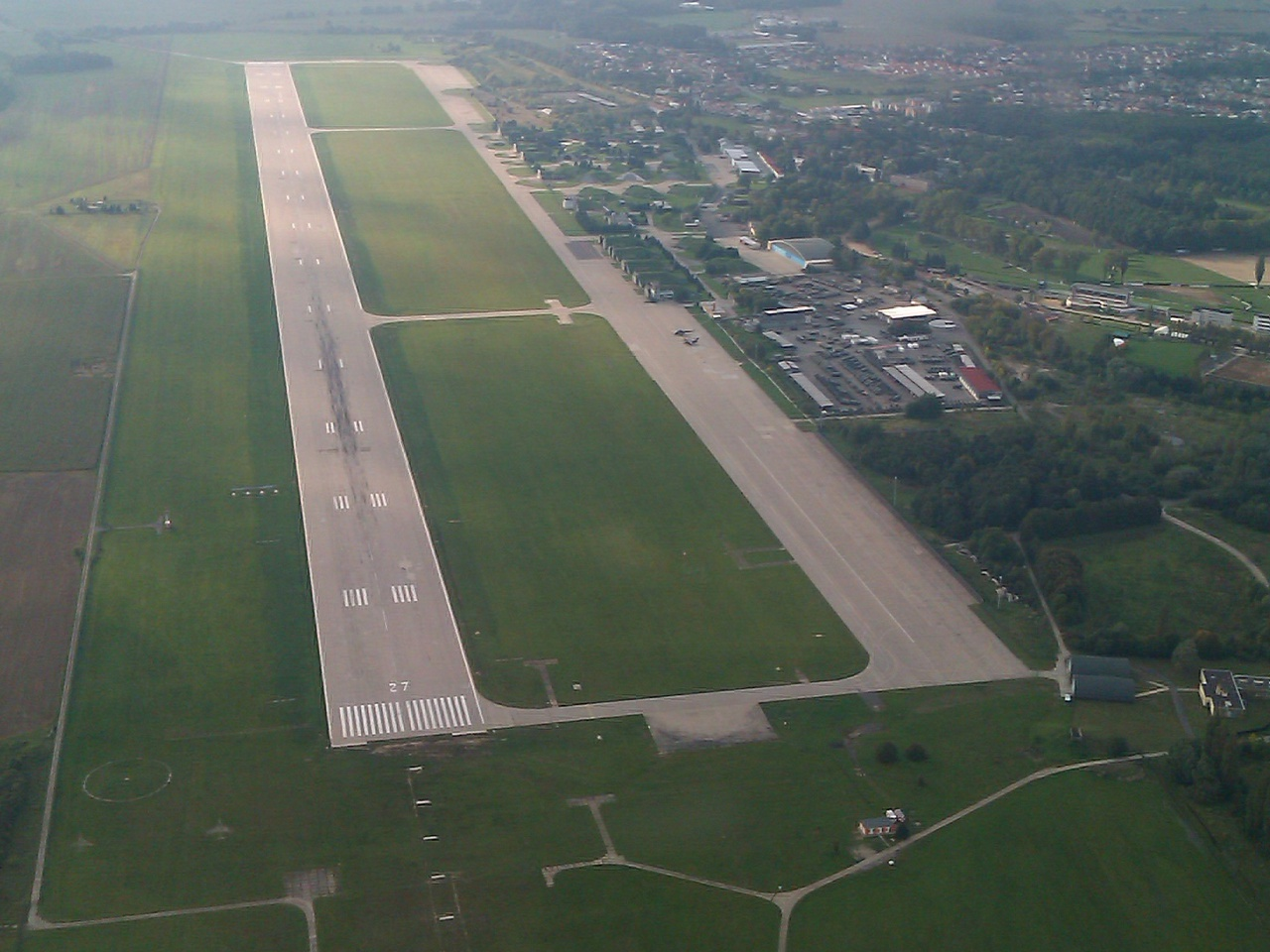
Летовище з висоти пташиного польоту, 2011 рік

Аеропорт Пардубиці (чеськ. Letiště Pardubice), (IATA: PED, ICAO: LKPD) — міжнародний аеропорт, розташований у передмісті міста Пардубиці, Чехія, за 4 км від його центру.
Обслуговує місто Пардубиці та інші населені пункти Пардубицького краю.

## Історія
Летовище у Пардубицях розпочало льотну діяльність за часів Першої Республіки. До 1995 року використовувався в основному для військових цілей.
Серія чартерних рейсів запущена у 1995 році авіакомпанією «Fischer Air». Згодом польоти з аеропорту розпочали авіакомпанії «Czech Airlines», «Travel Service», «Karthago Airlines» та «Montenegro Airlines».
У 2006 році російська компанія «Трансаеро» розпочала здійснення регулярних рейсів до аеропорту «Москва-Домодедово».
У 2008 році пасажиропотік аеропорту наблизився до позначки 100 000 пасажирів, головним чином завдяки чартерному сполученні з курортними містами Бургас, Варна, Хургада, Лесбос та Іракліон. Збільшувався пасажиропотік за російським напрямком, звідки було сполучення з трьома московськими аеропортами. Для літнього сезону 2008 року було підготовлено реконструйований термінал «CH», що відповідав всім шенгенським льотним вимогам.
У 2012 році пасажиропотік аеропорту становив 125 000 пасажирів, що було більшим показником, ніж в аеропорту Карлові Вари.
З травня 2011 року до середини 2012 року здійснено модернізацію аеропорту. Було розширено злітно-посадкову смугу та реконструйовано технічні споруди, зокрема паливно-мастильний комплекс.
Нині аеропорт є одним із хабів для авіакомпанії «Smart Wings». У 2017 році до Лондона розпочав польоти ірландський лоукостер «Ryanair».

## Пункти призначення
Перелік пунктів призначення та інтервали курсування станом на літо 2019 року:
| Авіалінії            | Країна    | Пункт призначення        | Періодичність (разів на тиждень) | Літак                        | Примітки                                                  |
| -------------------- | --------- | ------------------------ | -------------------------------- | ---------------------------- | --------------------------------------------------------- |
| Bulgaria Air         | Болгарія  | Сезонний чартер: Бургас  | 1                                | Embraer E190                 |                                                           |
| Bulgaria Air Charter | Болгарія  | Сезонний чартер: Бургас  | 1                                | Airbus A320                  |                                                           |
| Onur Air             | Туреччина | Сезонний чартер: Анталія | 1                                | Airbus A321                  |                                                           |
| Pegasus Airlines     | Туреччина | Сезонний чартер: Анталія | 1                                | Airbus A320 / Boeing 737-800 |                                                           |
| SkyUp                | Україна   | Київ                     | 3                                | Boeing 737-800               | З березня 2020 планувалися польоти п'ять разів на тиждень |
| Ryanair              | Ірландія  | Аліканте                 | 2                                | Boeing 737-800               |                                                           |

## Пасажирообіг
Кількість пасажирів за роками:
| Рік  | Кількість пасадирів | Динаміка |
| ---- | ------------------- | -------- |
| 1995 | 3 137               | ?        |
| 1996 | ?                   | ?        |
| 1997 | ?                   | ?        |
| 1998 | ?                   | ?        |
| 1999 | ?                   | ?        |
| 2000 | 6 087               |          |
| 2001 | 1 814               | ▼        |
| 2002 | 3 862               | ▲        |
| 2003 | 28 397              | ▲        |
| 2004 | 46 999              | ▲        |
| 2005 | 49 165              | ▲        |
| 2006 | 71 500              | ▲        |
| 2007 | 86 863              | ▲        |
| 2008 | 93 700              | ▲        |
| 2009 | 49 032              | ▼        |
| 2010 | 62 302              | ▲        |
| 2011 | 65 246              | ▲        |
| 2012 | 125 008             | ▲        |
| 2013 | 184 140             | ▲        |
| 2014 | 150 056             | ▼        |
| 2015 | 59 260              | ▼        |
| 2016 | 31 174              | ▼        |
| 2017 | 88 490              | ▲ 283 %  |
| 2018 | 147 572             | ▲ 59 %   |
| 2019 | 102 045             | ▼ 31 %   |